# Scolopopleura limbata
Scolopopleura limbata är en mångfotingart som beskrevs av Carl Graf Attems 1929. Scolopopleura limbata ingår i släktet Scolopopleura och familjen Chelodesmidae. Utöver nominatformen finns också underarten S. l. rubripes.